# Sanjay Sharma
Sanjay Sharma, est professeur de santé publique, ophtalmologiste et épidémiologiste à l'Université Queen's à Kingston en Ontario. 
Il est chef du service de rétine à l'Hôtel-Dieu (Kingston, Ontario),. Il est connu pour avoir créé MEDSKL, un logiciel de cyber-formation promu par la fédération canadienne des étudiants en médecine et utilisé dans plus de 50 universités en Amérique du Nord.

## Biographie
Sharma est un chirurgien spécialiste des pathologies de la rétine. Ses domaines de recherche principaux sont la dégénérescence maculaire, la rétinopathie diabétique et l'économie de la santé. Il a commença sa carrière en 1999 en tant que maître de conférences aux départements d'ophtalmologie et d'épidémiologie de l'Université Queen's.  
Il a été un des éditeurs fondateurs de la revue scientifique Evidence-Based Ophthalmology, publiée par Lippincott Williams & Wilkins puis en 2006 de la plateforme d'information InsiderMedicine.com animée par des médecins.  
Sharma qui a un indice h de 52 (juillet 2018), a publié trois livres, co-publié plusieurs chapitres de livres et plus de 200 articles dans des revues scientifiques à comités de lecture.
Il a obtenu des diplômes en science (1987) et en médecine (1991) à l'Université de Dalhousie en Nouvelle-Écosse, Canada. Puis, un Master en santé communautaire et épidémiologie et un MBA lui ont été octroyés à l'Université de Queen's respectivement en 1997 et en 2001. Ensuite, il poursuivit des formations successives en science de la rétine à l'Hôpital WillsEyes, l'Université Thomas Jefferson en 1997 et en épidémiologie à l'hôpital Massachusetts Eye and Ear du Harvard Medical School en 1998.
Il a reçu plus d'un million de dollars canadiens de fonds de recherche de pour étudier les maladies de dégénérescence maculaire, des prix des Instituts de recherche en santé du Canada et de l'Académie américaine d'ophtalmologie.
Il est rédacteur en chef d' Optocase, une plateforme en ligne de formation continu pour optométristes. Il est également le créateur et rédacteur en chef de MEDSKL, une plateforme en ligne utilisée dans plus de 50 universités d'Amérique du Nord. Cette plateforme dont l'objectif est de rendre la formation médicale accessible en ligne, contient des modules d'animation sur tableau, des résumés et courtes présentations en anglais. Elle a été conçue avec la collaboration de 170 professeurs de médecine d'Amérique du Nord.
L'association des facultés de médecine du Canada (AFMC) lui a décerné en 2017 le prix John Reudy pour son innovation dans l'enseignement de la médecine. Il a également reçu le prix d'excellence de l'association médicale de l'Ontario en 2012 pour son innovation dans le domaine de l'ophtalmologie, ainsi que le prix d'excellence de l'académie américaine d'ophtalmologie en 2004 et le prix Ron Michels Foundation en 1998.

### Vie personnelle
Sharma est marié à une médecin avec laquelle il a deux enfants. Son plus jeune fils, Evan est artiste. C'est le plus jeune participant du Toronto’s Artist Project. Son fils aîné, Neel a reçu la médaille d'or et le prix Challenge à la Foire de la Science. Puis, en tant que représentant du Canada, il a également reçu le prix du Leadership du Broadcom Masters International. Sharma est le frère de Robin Sharma, un écrivain canadien et conférencier connu pour sa série d'ouvrages The Monk Who Sold His Ferrari,.

### Publications
- K. Xu, V. Tzankova, C. Li, S. Sharma, Intravenous fluorescein angiography-associated adverse reactions, Revue canadienne d'ophtalmologie, octobre 2016, 51(5):321-325.
- S. Sharma,J. Rullo, NA. Sharma, The future of medical education in ophthalmology, Revue canadienne d'ophtalmologie, juin 2016, 51(3):128-9.
- GL. Yau, RJ. Campbell, C. Li, S. Sharma, Peripapillary RNFL thickness in nonexudative versus chronically treated exudative age-related macular degeneration, Revue canadienne d'ophtalmologie, octobre 2015, 50(5):345-9.
- D. Johnson, S. Sharma, Ocular and systemic safety of bevacizumab and ranibizumab in patients with neovascular age-related macular degeneration, Current Opinion in Ophthalmology, mai 2013, 24(3):205-12.
- S. Sharma, D. Johnson, M. Abouammoh, S. Hollands, A. Brisette, Rate of serious adverse effects in a series of bevacizumab and ranibizumab injections, Revue canadienne d'ophtalmologie, 2012, 17(3):275-9.
- M. Steedman,  M. Abouammoh, S. Sharma, Multimedia learning tools for teaching undergraduate ophthalmology: results of a randomized clinical study, Revue canadienne d'ophtalmologie, 2012, 47(1): 66-71.
- D. Johnson, H. Hollands, S. Hollands, S. Sharma, Incidence and characteristics of acute intraocular inflammation after intravitreal injection of bevacizumab: a retrospective cohort study, Revue canadienne d'ophtalmologie, 2010, 45(3): 239-42.
- R. Karanjia, KT. Eng, J. Gale, S. Sharma, MW. ten Hove, Electrophysiological effects of intravitreal Avastin (bevacizumab) in the treatment of exudative age-related macular edema, Revue d'ophtalmologie du Brunswick, 2008, 92(9): 1248-52.

### Ouvrages
- Evidence-Based To Value-based Medicine, American Medical Association, 2005[16].